# Блевио
Блѐвио (на италиански: Blevio; на ломбардски: Bjef, Биеф) е село и община в Северна Италия, провинция Комо, регион Ломбардия. Разположено е на 231 m надморска височина, на югозападния бряг на езеро Лаго ди Комо. Населението на общината е 1194 души (към 2017 г.).